# Jakelyne Oliveira
Jakelyne de Oliveira Silva (Rondonópolis, 18 de março de 1993) é uma modelo, atriz e influenciadora digital brasileira. Foi vencedora do Miss Brasil 2013, onde representou o estado de Mato Grosso. Conquistou o quinto lugar no Miss Universo 2013.
No Miss Brasil, a mato-grossense foi a primeira miss originalmente de seu estado a conquistar o título, visto que as outras duas representantes, Márcia Gabrielle (Miss Brasil 1985) e Josiane Kruliskoski (Miss Brasil 2000), não nasceram lá. Jakelyne é uma colecionadora de títulos de beleza. Com o nacional, ela possui cinco. Veterana, conseguiu um título nacional e internacional, o Miss Brasil Globo e o Miss Globo Internacional. Anteriormente, já possuía o de Miss Rondonópolis Globo e o Miss Mato Grosso Globo, título municipal e estadual, respectivamente. Participou do reality A Fazenda 12 na RecordTV em 2020, sendo a décima segunda eliminada.

## Biografia
Jakelyne nasceu no dia 18 de março de 1993 em Rondonópolis, município localizado no estado de Mato Grosso.  
Terminou o ensino médio na Escola Estadual Major Otávio Pitaluga e cursou a Faculdade de Engenharia Agrícola e Ambiental na Universidade Federal do Mato Grosso (UFMT).
Ela entrou no mundo da moda aos 15 anos de idade quando foi fotografada profissionalmente pela primeira vez através do produtor de moda e fotógrafo Valter Arantes, que a convidou para fazer alguns trabalhos.
Antes de ganhar o título municipal de Miss Rondonópolis Globo, Jakelyne perdeu o seu maior incentivador para concorrer em concursos de beleza, seu pai José Américo Silva. Ela diz que todas as suas vitórias foram graças a ele, que sempre a apoiou e disse que um dia ela seria reconhecida como a mais bela.
Três dias após ter sido eleita Miss Brasil, a mato-grossense decidiu que a Síndrome de Down seria a causa social que iria abraçar em seu ano de reinado. O assunto é muito próximo a Jakelyne, que tem uma irmã mais nova com a síndrome, Geovanna.
Além disso, Oliveira declarou sua pretensão em ajudar na divulgação do que há de melhor em seu estado.
| “ | Acho que esse título significa muito para a população de Mato Grosso. Quero dar ênfase no que há de melhor em nosso estado, as belezas, o turismo, a economia, para levar o nome de Mato Grosso o mais longe possível. | ” |

Em 8 de setembro de 2020, Oliveira foi confirmada como uma das vinte participantes da décima segunda temporada do reality show A Fazenda da RecordTV, sendo a décima segunda eliminada da competição em uma roça contra Biel e Jojo Todynho com 27,20% dos votos para ficar.

## Concursos
| Concurso                       | Representou               | Ano  | Resultado    |
| ------------------------------ | ------------------------- | ---- | ------------ |
| Versão Globo                   |                           |      |              |
| Miss Rondonópolis Globo        | -                         | 2012 | Venceu       |
| Miss Mato Grosso Globo         | Rondonópolis              | 2012 | Venceu       |
| Miss Brasil Globo              | Mato Grosso               | 2012 | Venceu       |
| Miss Globo Internacional       | Brasil                    | 2012 | Venceu       |
| Versão Universo                |                           |      |              |
| Miss Distrito de Vila Operária | -                         | 2013 | Indicada     |
| Miss Mato Grosso               | Distrito de Vila Operária | 2013 | Venceu       |
| Miss Brasil                    | Mato Grosso               | 2013 | Venceu       |
| Miss Universo                  | Brasil                    | 2013 | 5.ª Colocada |

## Vitórias

### Versão Globo
- Ganhando o nacional, a mato-grossense carimbou sua passagem para Nicósia, capital de Chipre, e competiu no almejado concurso de Miss Globo Internacional. A morena ficou a frente de mais de quarenta candidatas e venceu o disputado concurso. Como prêmio, Jakelyne ganhou contratos de modelo e trabalhos pela Europa. Ela é a quarta brasileira a conquistar a coroa para o país.[11]

### Versão Universo
- Como já havia sido eleita uma Miss Rondonópolis no estado, o coordenador do Miss Mato Grosso convidou Jakelyne para representar o Distrito de Vila Operária, na mesma cidade. Com o convite, Jakelyne conseguiu se firmar no concurso estadual, que no ano anterior ela não conseguiu disputar.[12]

### Miss Mato Grosso
- Mais uma vez coordenado pelo colunista social Warner Willon, o evento ocorreu no Centro de Eventos de Jaciara, cidade do interior do estado. Dentre mais de quinze candidatas, Jakelyne conseguiu destaque e encantou os juízes da ocasião, levando consigo o título e a coroa de beleza máxima do estado.[13]

### Miss Brasil
- Entre outras vinte e seis candidatas, a rondonopolitana conseguiu o título máximo, graças a sua simpatia e seu corpo tonificado. Desbancando favoritas como as misses Paraná, Minas Gerais, Bahia e Rio Grande do Norte, foi a grande vencedora da noite no Minascentro, famosa casa de eventos do estado mineiro. Com a coroa e a faixa, Jakelyne disputou o Miss Universo 2013 em Moscou, capital da Rússia, ficando em quinto lugar.[14]

### Miss Universo
- Na Rússia, onde ocorreu o Miss Universo 2013, a bela rondonopolitana chamou a atenção dos jurados no show preliminar que ocorre antes da noite final. Jakelyne demonstrou ter o melhor catwalk, isto é, a melhor passarela em desfile de biquíni da competição. Sites especializados de beleza afirmam que o que a prejudicou durante a competição foi o fraco conhecimento em língua inglesa (na qual não falava fluentemente) e seu vestido de gala na noite preliminar e na final, confeccionada pelo estilista mineiro, Alexandre Dutra, que havia desenhado o vestido da Miss Universo 2011, a angolana Leila Lopes. O vestido rosa com pedrarias, sendo considerado por muitos de gosto duvidoso, fez com que Jakelyne chegasse entre as cinco mais belas da competição. A Venezuela ganhou o concurso pela sétima vez na história com Gabriela Isler. Jakelyne ficou na quinta colocação, repetindo o feito de sua antecessora, Gabriela Markus, que também alcançou a quinta colocação. Foi a terceira vez seguida que o país terminou no Top 5, fato que não acontecia desde a década de 1950.[15]

## Filmografia
| Ano       | Título       | Cargo                   | Notas         | Ref.          |
| --------- | ------------ | ----------------------- | ------------- | ------------- |
| 2017      | Dois Irmãos  | Participação especial   |               | [ 16 ] [ 17 ] |
| 2019      | Domingo Show | Assistente de palco     | Temporada 6   | [ 18 ] [ 19 ] |
| 2020      | A Fazenda    | Participante (9º lugar) | Temporada 12  | [ 20 ] [ 21 ] |
| 2022-2023 | Reis         | Maaca                   | Temporada 5/6 | [ 22 ]        |